# Pastizz

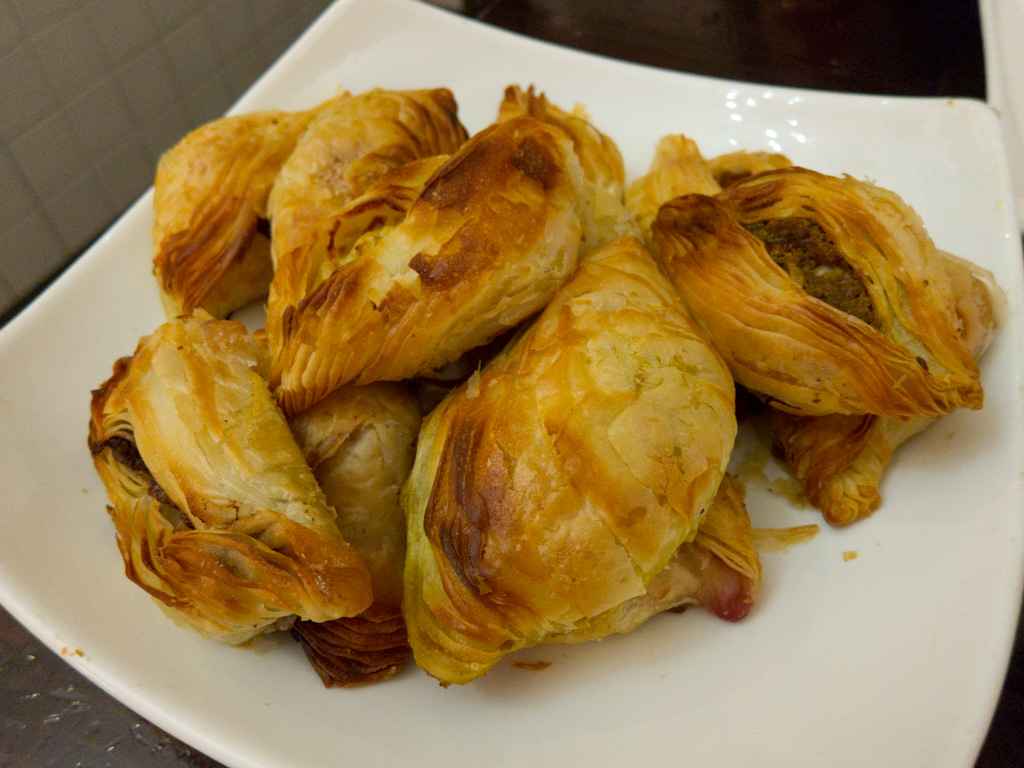
Les pastizzi.

Le pastizz (pastizzi au pluriel) est un en-cas typique et populaire que l'on trouve à Malte.
Il s'agit d'un petit friand de pâte feuilletée de forme triangulaire et fourré à la ricotta fraîche. On trouve maintenant aussi des pastizzi tal-pizelli farcis avec une purée de petits pois. S'il est possible d'en trouver de forme ronde et réalisé à base de pâte brisée, le véritable pastizz est de forme triangulaire et à la pâte feuilletée.
Le pastizz est vendu généralement dans les pastizzeriji (pastizzerija au singulier, « pastizzerias ») ou les kjosk (« kiosque ») mais aussi dans la plupart des bars et pizzerias ainsi que dans quelques restaurants et boulangeries.
Il est quelquefois rapproché par erreur (il est impossible de trouver un lien quelconque) du samoussa indien avec toutefois un goût moins prononcé et toujours sans viande.